# Alvania castanella
Alvania castanella är en snäckart som beskrevs av Dall 1886. Alvania castanella ingår i släktet Alvania och familjen Rissoidae. Inga underarter finns listade i Catalogue of Life.